# Upton (Huntingdonshire)
Upton – wieś w Anglii, w Cambridgeshire, w dystrykcie Huntingdonshire, w civil parish Upton and Coppingford. W 1931 roku civil parish liczyła 109 mieszkańców. Upton jest wspomniana w Domesday Book (1086) jako Opetune.